# South African Congress of Democrats
Der South African Congress of Democrats (SACOD), oft nur kurz Congress of Democrats (COD) genannt, war eine durch Weiße getragene politische Bewegung in Südafrika, die zwischen 1953 und 1962 existierte. Ihre Ziele bestanden in der Einforderung von Menschenrechten und Gleichheit bei der Wahrnehmung politischer Rechte für alle Südafrikaner.
In der Folge der Defiance Campaign verständigten sich der African National Congress, die South African Communist Party (SACP), der South African Indian Congress (SAIC) sowie weitere Organisationen und Einzelpersonen auf eine verstärkte Zusammenarbeit, die unter dem Namen Congress Alliance bekannt wurde. Aus diesem Kreis fand sich im Januar 1953 in Johannesburg eine kleine Gruppe weißer Aktivisten zusammen, die unter der Bezeichnung Johannesburg Congress of Democrats für die Idee einer nichtrassistischen Demokratie in Südafrika eintraten. An deren Spitze standen Bram Fischer und Cecil Williams. Auf einer Versammlung am 11. und 12. Oktober 1953 von gleichgesinnten Gruppen aus verschiedenen Städten Südafrikas bildete sich der South African Congress of Democrats.
Die Gründung des South African Congress of Democrats folgte den Erfahrungen im ANC, wonach seine Anliegen stärker in die „weiße“ Bevölkerungsgruppe getragen werden müsse. Es handelte sich um eine kleine Organisation, der sich höchstens 700 Mitglieder angeschlossen hatten, darunter Einzelpersonen und namhafte Organisationen. Ihre Aktionen waren dagegen sehr impulsiv. Bekannte Mitglieder waren beispielsweise Benjamin Turok, Lionel Bernstein, Jack Hodgson, Helen Joseph, Ruth First und Leonard Lee-Warden.
In der Öffentlichkeit wurde durch das Wirken der Mitglieder deutlich, dass auch Weiße in Südafrika in Opposition zu den Apartheidverhältnissen standen.
Am 14. September 1962 wurde der South African Congress of Democrats mit einer Bannungsverfügung auf der Basis des Suppression of Communism Act und nach neuerer Rechtslage durch den General Law Amendment Act (Act No. 76 / 1962) mittels der Proclamation R 218 zur „unrechtmäßigen Organisation“ erklärt. Weitere Mitgliedsorganisationen der Congress Alliance blieben zu diesem Zeitpunkt ungebannt, aber zahlreiche ihrer Führungspersonen waren es bereits durch individuell ausgesprochene Bannverfügungen. Zu den auf diese Weise betroffenen Mitgliedsorganisationen gehörten die Coloured People’s Congress, die South African Congress of Trade Unions, der South African Indian Congress sowie die Federation of South African Women.
Die Wochenzeitschrift New Age war ein dem Congress of Democrats verbundenes Printmedium.